# Conway, Arkansas
Conway är en stad i Faulkner County i delstaten Arkansas, USA med 57 006 invånare (2007). År 2000 hade man endast 43 167 invånare. Enligt en specialmätning, genomförd 2005 hade populationen stigit till närmare 54 000 invånare,. Conway är sedan 2005 den åttonde folkrikaste staden i Arkansas. Conway är den andre snabbast växande staden i Arkansas.

## Kända personer från Conway
- Ray Thornton, politiker